# Богдановка (Красноярский край)
Богдановка — деревня в Иланском районе Красноярского края. Входит в состав Соколовского сельсовета.

## История
Деревня была основана в 1910 году. По данным 1926 года в деревне Богдановка (Галузина) имелось 25 хозяйств и проживало 148 человек (74 мужчины и 74 женщины). В национальном составе населения преобладали русские. В административном отношении деревня входила в состав Соколовского сельсовета Устьянского района Канского округа Сибирского края.

## Население
| 2010 |
| ---- |
| 112  |

Гендерный состав
По данным Всероссийской переписи населения 2010 года в гендерной структуре населения мужчины составляли 51,8 %, женщины — соответственно 48,2 %.
Национальный состав
Согласно результатам переписи 2002 года, в национальной структуре населения русские составляли 99 % из 170 чел.